# Эмбела, Айтор
Айтор Эмбела Хиль (англ. Aitor Embela Gil; род. 17 апреля 1996, Фигерес, Испания) — футболист Экваториальной Гвинеи, вратарь клуба «Сонехья» и сборной Экваториальной Гвинеи.
Отец Эмбела, Хосе Мануэль тоже был футболистом, а после окончания карьеры стал тренером. Дед футболиста родился в Экваториальной Гвинее, поэтому Айтор мог выбрать за какую сборную выступать.

## Клубная карьера
В 2004 году Айтор начал карьеру в футбольной академии клуба «Вильярреал». В 2013 году он перешёл в молодёжную систему «Малаги».
Выступал за дублирующие составы клубов «Реал Вальядолид» и «Сабадель». В 2017 году перешёл в клуб «Хумилья», дебютный матч в Сегунде B сыграл 7 января 2018 года против «Эль Эхидо» (0:5).

## Международная карьера
В начале января 2015 года Эмбела был включён в заявку сборной Экваториальной Гвинеи на участие в домашнем Кубке африканских наций, на турнире ни разу не вышел на поле.
В неофициальном матче против сборной Кабо-Верде Айтор дебютировал за национальную команду. Первый официальный матч за сборную сыграл 26 марта 2015 года против Египта.